# Virtua Cop
Virtua Cop, i Nordamerika känt som Virtua Squad när det släpptes till Windows, är ett skjutspel  som debuterade som arkadspel 1994, och utvecklades av Sega AM2. Spelet porterades 1995 till Sega Saturn och 1997 till Microsoft Windows.

## Handling
Spelaren antar rollen som polis och skall ur ett förstapersonsperspektiv strida mot kriminella. Samtidigt gäller det att se upp för att skjuta oskyldiga.

### Fotnoter
1. ↑  Virtua Cop Arkiverad 20 februari 2012 hämtat från the Wayback Machine., IGN, 7 juli 2004, läst 2 maj 2014